# 達賚 (內蒙古人物)
達賚（？—1930年），字竹湘，博尔济吉特氏，蒙古族，祖籍哲里木盟科尔沁左翼中旗，北京人。内蒙古闲散王公，中华民国初年政治人物。人称达贝子。

## 生平
達賚是清乾隆年間額駙色布騰巴爾珠爾的六世孫，科尔沁左翼中旗閒散輔國公那蘇圖之子，出生於北京。光绪二十七年（1901年）袭辅国公，1915年被中華民國北京政府晋為固山贝子。他曾于1912年任北京临时参议院议员，共和党党员。1921年4月28日被北洋将军府封为将军。后来他于1930年五月初六在北平逝世。
今北京市东城区帽儿胡同6号的「達貝子府」即其家族過去所居住的府邸。